# Clathrozoella bathyalis
Clathrozoella bathyalis is een hydroïdpoliep uit de familie Clathrozoellidae. De poliep komt uit het geslacht Clathrozoella. Clathrozoella bathyalis werd in 2003 voor het eerst wetenschappelijk beschreven door Peña Cantero, Vervoort & Watson. 